# Elecciones generales del Reino Unido de 1950
Las elecciones generales del Reino Unido de 1950 se celebraron el jueves 23 de febrero de 1950. El Partido Laborista nuevamente logró vencer, pero redujo su número de parlamentarios a una mayoría de solo cinco escaños por sobre los demás partidos.

## Resultados
| Partido                  | Líder             | Votos      | %      | Escaños | +/− |
| ------------------------ | ----------------- | ---------- | ------ | ------- | --- |
| Partido Laborista        | Clement Attlee    | 13.266.176 | 46,1 % | 315     | -78 |
| Partido Conservador      | Winston Churchill | 11.507.061 | 40,0 % | 282     | +85 |
| Nacional Liberal         | David Renton      | 985.343    | 3,4 %  | 16      | +5  |
| Partido Liberal          | Clement Davies    | 2.621.487  | 9,1 %  | 9       | -3  |
| Nacionalistas            | James McSparran   | 65.211     | 0,3 %  | 2       |     |
| Independiente liberal    | John MacLeod      | 15.066     | 0,1 %  | 1       |     |
| Sinn Fein                | Jack Beattie      | 23.122     | 0,1 %  |         |     |
| Plaid Cymru              | Gwynfor Evans     | 17.580     | 0,1 %  |         |     |
| Partido Comunista        | Harry Pollitt     | 91.765     | 0,2%   |         | -2  |
| Partido Nacional Escocés | Robert McIntyre   | 9.708      | 0,01 % | 0       |     |